# خط ویپوری – کوپارساری – تایپاله

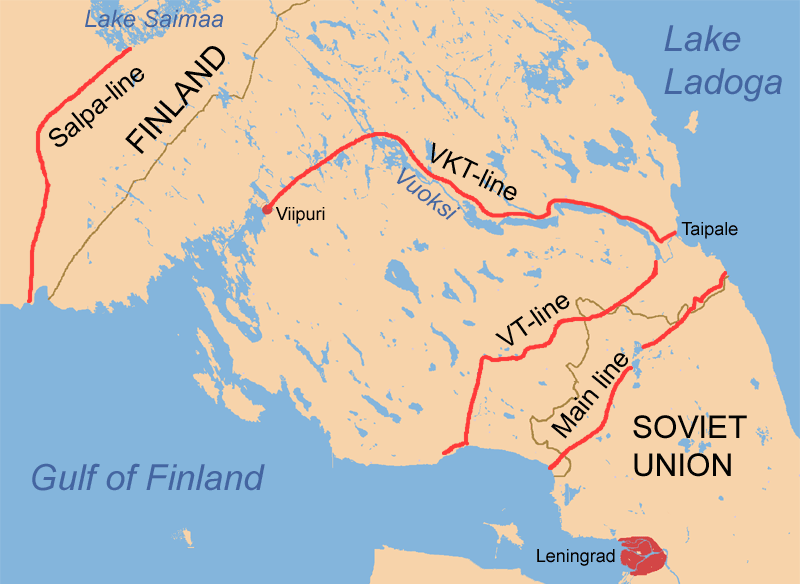

خط ویپوری – کوپارساری – تایپاله (فنلاندی: VKT-linja , سوئدی: VKT-linjen) یک خط دفاعی فنلاند بر روی باریکه کارلیا در طول جنگ مستمر بود که از ویپوری (ویبورگ) تا تالی و کوپارساری در امتداد ساحل شمالی رودخانه ووئوکسی، سووانتو و تایپلینیوکی تا تایپاله در ساحل غربی دریاچه لادوگا امتداد داشت. این خط با استفاده از مزایای طبیعی بخش شرقی خط مانرهیم که تخریب شده بود، کارآمدی داشت.